# 日比野欣也
日比野 欣也 （ひびの きんや、1963年 - ）は、日本の工学者である。
専門は粒子線天文学。神奈川大学工学部地球宇宙情報研究室教授、神奈川大学では「情報機器活用」「プログラミング基礎」「情報処理演習Ⅰ」「物理学実験Ⅰ」等1～2年生を対象にしたコンピュータリテラシーを教える。1989年以来中国チベットで超高エネルギー宇宙線観測チベットASγ(エー・エス・ガンマ)実験、かに星雲から史上最高エネルギーのガンマ線を観測（従来ガンマ線は75 TeVが最高で、それを5倍以上も上回っており、100 TeV以上の高エネルギーガンマ線天文学の幕開け）。

## 経歴
- 2014年4月 - 現在早稲田大学 理工学研究所・招聘研究員1991年4月 - 1993年3月東京大学宇宙線研究所 研究員（教務補佐員）[4]

## 研究
- 1989年以来、チベットASγ(エー・エス・ガンマ)実験、中国のチベット自治区の羊八井高原 (ヤンパーチン、標高4,300 m) に超高エネルギー宇宙線観測装置を設置観測が続けられている（日中共同研究）
- 2019年　2014年からの観測データで、かに星雲から史上最高エネルギーのガンマ線を観測と発表（従来ガンマ線は75 TeVが最高で、それを5倍以上も上回っており、100 TeV以上の高エネルギーガンマ線天文学の幕開け）（東京大学宇宙線研究所高エネルギー宇宙線研究部門瀧田正人・大西宗博・川田和正教授・横浜国立大学片寄祐作教授・日本大学塩見昌司教授・神奈川大学共同）[5][6]

等